# NNNニュースZIP!
『NNN NEWS ZIP!』（エヌエヌエヌニュースジップ!）は、2011年4月1日より日本テレビなどNNN加盟局のうち、NNN、FNN、ANNクロスネットのテレビ宮崎を除く29局で平日朝に生放送されている朝のニュースコーナーである。

## 概要
『ズームイン!!SUPER』から『ZIP!』への改編に合わせ、『ズームイン!!SUPER』内で2001年10月1日から9年半放送されていた『NNNニュースSUPER』の後継番組としてスタートした報道局主導のニュース番組である。公式ホームページ上での表記は『NNNニュースZIP!』だが、タイトルロゴの表記は『NNN NEWS ZIP!』と全て英語（アルファベット）表記となっている（前番組までの「NNN」は基本的に公式ロゴを使用していたが、当番組での「NNN」は独自表記）。
前番組では、キャスターに日本テレビ報道局キャスター室所属の記者が起用されていたが、本番組では記者の起用は行われず、同局アナウンサーの水卜麻美と山﨑誠（月曜 - 水曜）、畑下由佳（木曜・金曜） が担当している。テロップは『ZIP!』のものと同じデザインのものを使用している（但しVTRのテロップフォントは別）。フラッシュニュースの右上には、前日の東京証券取引所の株価終値・円相場を2017年3月31日まで表示していた（表示されない場合もあった）。また、前番組では報道フロアを使用していた（前番組でも2009年3月27日まで『ズームイン!!SUPER』で使用されていたマイスタジオ内で進行していたが、同年3月30日から報道フロアへ変更）が、本番組では内包先の『ZIP!』と同じスタジオ（以降『ZIP!スタジオ』と表記）より生放送を行っている（ただし、内容によっては報道フロアから放送する場合もある）。
番組スタート時はニュースVTR下部にタイトルロゴを回転した後に表示し、カメラは最初にスタジオの概観を映してから桝・馬場を映す。初期は桝の「全国29のNNN各局と、海外から届いた最新ニュースをお伝えする、『NNN NEWS ZIP!』。馬場アナウンサーです。」の挨拶のあとにスタートしていたが、2011年5月16日からは、「今朝入っている最新ニュースをお伝えする『NNN NEWS ZIP!』。○○アナウンサーとお伝えします。」の一声で始まっていた。小熊一人にカメラが切り替わり小熊が挨拶。その後桝・小熊の二人にカメラが切り替わり、ストレートニュース形式でニュースを伝える。2015年3月27日までスタジオの雲に囲まれたモニターはスマートフォンのミュージックファイルの操作画面を模していた。
2015年3月30日から、タイトルロゴが初めて変更されると同時に、モニターでの演出もなくなった。また、小熊の氏名テロップは桝・小熊の2人のカメラのまま、小熊の下にテロップが入るようになった。
2019年4月1日から、それまで当番組の「ZIP!」のロゴも独自表記となっていたのが、『ZIP!』のものと同一のものとなり2度目のタイトルロゴ変更となった。また、この日以降は徳島が『ZIP!』の総合司会に就任したため、徳島の氏名テロップ表示および桝の「徳島アナウンサーとお伝えします」という口頭紹介も廃止された。
2019年7月以降、祝日に『ZIP!』が6時半スタートとなる事象が発生しており、その場合、6:30の"NEWS"が『NNN NEWS ZIP!』となる。その際の放送時間は、6:31 - 6:39となる。
途中、CMを放送する事は全く無く、スポンサーも付いていない（ただし祝日に『ZIP!』が6時半スタートとなる場合、6:30の"NEWS"のスポンサーが付く）。
2020年3月30日からは、これまで桝と徳島の配置が向かって左側隣同士で、ニュース項目のテロップが中央から右にかけて表示されていたのが、この日以降は桝が向かって左端、徳島が右端と配置が変更され、中央にニュース項目のテロップが表示される配置に変更されていたが、同年4月13日から2021年3月までは、マイスタジオに変更され月曜日・水曜日・金曜日は徳島、火曜日・木曜日は桝とニュースキャスターの体制に変更されている。コーナー開始時にZIP!スタジオにいる桝（徳島）から「徳島（桝）アナウンサーと篠原（伊藤→大町）アナウンサー（フィールドキャスター）でお伝えします」と口頭紹介が入りマイスタジオに切り替わる。なおこの際に徳島は「はい」と一言、桝は「はい、お伝えします」と一言を添える。フィールドキャスターのみ氏名テロップ表示が入る。桝または徳島が夏休みの場合には一時的にZIP!スタジオに戻る。なお2021年3月26日のリニューアル直前最終日はZIP!スタジオから出演した。
2021年3月29日から、同日より『ZIP!』の総合司会を務める水卜麻美とニュースキャスターの体制に変更。リニューアルされたスタジオから出演し、以前から同様でニュースキャスターのみ氏名テロップ表示が入る。リニューアルから3日後の同年4月1日から、番組が開始してから初めて放送時間を変更。これまでより2分繰り上げの5:58 - 6:06となる。

## キャスター
| 期間      | 期間      | 総合司会          | 総合司会          | ニュースキャスター | ニュースキャスター | ニュースキャスター | ニュースキャスター |          |
| 期間      | 期間      | 月曜・水曜・金曜  | 火曜・木曜        | 月曜・水曜         | 火曜               | 木曜               | 金曜               |          |
| --------- | --------- | ----------------- | ----------------- | ------------------ | ------------------ | ------------------ | ------------------ | -------- |
| 2011.4.1  | 2014.3.28 | 桝太一            | 桝太一            | 馬場典子           | 馬場典子           | 馬場典子           | 馬場典子           |          |
| 2014.3.31 | 2017.3.31 | 桝太一            | 桝太一            | 小熊美香           | 小熊美香           | 小熊美香           | 小熊美香           |          |
| 2017.4.3  | 2019.3.29 | 桝太一            | 桝太一            | 徳島えりか         | 徳島えりか         | 徳島えりか         | 徳島えりか         |          |
| 2019.4.1  | 2020.4.10 | 桝太一 徳島えりか | 桝太一 徳島えりか | （不在）           | （不在）           | （不在）           | （不在）           |          |
| 2020.4.13 | 2020.9.25 | 徳島えりか        | 桝太一            | 篠原光             | 伊藤遼             | 伊藤遼             | 篠原光             |          |
| 2020.9.28 | 2021.3.26 | 徳島えりか        | 桝太一            | 篠原光             | 大町怜央           | 大町怜央           | 篠原光             |          |
| 2021.3.29 | 2024.3.22 | 水卜麻美          | 水卜麻美          | 山﨑誠             | 山﨑誠             | 畑下由佳           | 畑下由佳           |          |
| 2024.3.25 | 2025.3.28 | 水卜麻美          | 水卜麻美          | 北脇太基           | 北脇太基           | 畑下由佳           | 畑下由佳           |          |
| 2025.3.31 | 現在      | 水卜麻美          | 水卜麻美          | 北脇太基           | 北脇太基           | 北脇太基           | 北脇太基           | 北脇太基 |

### 備考
- 2011年7月21日・7月22日は馬場典子の不在に伴い、21日は桝太一が単独で担当、22日は佐藤良子が代理出演。
- 2011年8月29日 - 9月2日の1週間は馬場典子の夏季休暇に伴い、佐藤良子（8月29日 - 31日）と古市幸子（9月1日・2日）がそれぞれ代理出演。
- 2012年1月27日は馬場典子の喉の不調に伴い、延友陽子が代理出演。
- 2012年5月7日は馬場典子の不在に伴い、桝太一が単独で担当。
- 2012年5月21日は馬場典子の中継に伴い、徳島えりかが代理出演。
- 2012年6月14日・6月15日は馬場典子の不在に伴い、徳島えりかが代理出演。
- 2012年8月6日・8月7日は桝太一のロンドンオリンピックの取材に伴い、上重聡が代理出演。
- 2012年8月15日 - 8月17日は馬場典子の夏季休暇に伴い、徳島えりかが代理出演。
- 2012年8月27日 - 8月30日は桝太一の夏季休暇に伴い、中野謙吾（27日・28日）と青木源太（29日・30日）がそれぞれ代理出演。
- 2012年11月13日 - 11月15日は馬場典子の取材に伴い、小熊美香（13日・14日）と徳島えりか（15日）がそれぞれ代理出演。
- 2013年8月19日 - 8月23日の1週間は馬場典子の夏季休暇に伴い、小熊美香（19日 - 21日）と徳島えりか（22日・23日）がそれぞれ代理出演。
- 2014年2月18日 - 2月21日は桝太一のソチオリンピック取材に伴い、上重聡が代理出演。
- 2014年7月28日 - 8月1日の1週間は小熊美香の夏季休暇に伴い、徳島えりかが代理出演。
- 2014年8月11日 - 8月15日の1週間は桝太一の夏季休暇に伴い、上重聡が代理出演。
- 2014年10月10日・10月13日は桝太一の不在に伴い、上重聡が代理出演。
- 2014年10月17日は小熊美香の不在に伴い、久野静香が代理出演。
- 2015年4月16日・4月17日は小熊美香の不在に伴い、久野静香が代理出演。
- 2015年6月18日・6月19日は小熊美香の不在に伴い、徳島えりかが代理出演。
- 2015年7月13日 - 7月17日の1週間は小熊美香の夏季休暇に伴い、徳島えりかが代理出演。
- 2015年8月10日 - 8月14日の1週間は桝太一の夏季休暇に伴い、辻岡義堂が代理出演。
- 2016年3月14日 - 3月18日の1週間は小熊美香の不在に伴い、後藤晴菜（14日 - 16日）と徳島えりか（17日・18日）がそれぞれ代理出演。
- 2016年6月9日・6月10日は桝太一の不在に伴い、辻岡義堂が代理出演。
- 2016年7月11日 - 7月15日の1週間は小熊美香の夏季休暇に伴い、徳島えりかが代理出演。
- 2016年8月8日 - 8月12日・8月15日 - 8月18日までは桝太一のリオデジャネイロオリンピックの取材に伴い、辻岡義堂が代理出演。
- 2016年11月9日 - 11月11日までは小熊美香のニューヨーク出張に伴い、徳島えりかが代理出演。
- 2017年7月10日 - 7月12日は桝太一の取材に伴い、辻岡義堂（10日）と山本紘之（11日・12日）がそれぞれ代理出演。
- 2017年7月17日 - 7月20日までは徳島えりかの夏季休暇に伴い、後藤晴菜（17日・18日）と杉野真実（19日・20日）がそれぞれ代理出演。
- 2017年8月1日は桝太一の不在に伴い、辻岡義堂が代理出演。
- 2017年8月14日 - 8月18日の1週間は桝太一の夏季休暇に伴い、辻岡義堂（14日 - 16日）と山本紘之（17日・18日）がそれぞれ代理出演。
- 2018年2月12日 - 2月16日・2月19日 - 2月23日・2月26日は桝太一の平昌オリンピックの取材に伴い、安村直樹（12日 - 16日）と辻岡義堂（19日 - 23日・26日）がそれぞれ代理出演。
- 2018年7月30日 - 8月3日の1週間は桝太一の夏季休暇に伴い、辻岡義堂が代理出演。
- 2018年8月6日 - 8月10日の1週間は徳島えりかの夏季休暇に伴い、中島芽生（6日 - 8日）、杉野真実（9日）、久野静香（10日）がそれぞれ代理出演。
- 2018年8月13日・8月14日は桝太一の不在に伴い、辻岡義堂が代理出演。
- 2019年3月18日・3月19日は徳島えりかの不在に伴い、杉野真実が代理出演。
- 2019年6月28日は徳島えりかの取材に伴い、久野静香が代理出演。
- 2019年7月15日 - 7月19日の1週間は徳島えりかの夏季休暇に伴い、中島芽生（15日 - 17日）と久野静香（18日・19日）がそれぞれ代理出演。
- 2019年8月5日 - 8月9日の1週間は桝太一の夏季休暇に伴い、フィールドキャスターの伊藤遼が代理出演。
- 2019年10月14日は桝太一が台風被害にあった長野県長野市穂保地区からの生中継に伴い、SHOWBIZキャスターの後呂有紗が代理出演。
- 2020年2月10日・2月11日は徳島えりかの不在に伴い、SHOWBIZキャスターの後呂有紗が代理出演。
- 2020年4月28日・4月30日・5月5日・5月7日・5月12日はフィールドキャスターの伊藤遼の不在に伴い、久野静香（4月28日・30日）と後藤晴菜（5月5日・7日・12日）がそれぞれ代理出演。
- 2020年8月17日・8月19日・8月21日はフィールドキャスターの篠原光の夏季休暇に伴い、大町怜央が代理出演。
- 2021年1月5日はフィールドキャスターの大町怜央の中継に伴い、後呂有紗が代理出演。
- 2021年5月14日は畑下由佳の不在に伴い、山﨑誠が代理出演。
- 2021年11月15日 - 11月19日の1週間は水卜麻美の夏期休暇に伴い、フィールドキャスターの北脇太基（15日 - 17日）と大町怜央（18日・19日）が代理出演。
- 2022年2月7日は山﨑誠の不在に伴い、篠原光が代理出演。
- 2022年4月29日・7月15日・10月28日・11月18日は水卜麻美の現地中継に伴い、フィールドキャスターの大町怜央が代理出演。
- 2022年8月1日 - 8月5日・8月8日は水卜麻美の新型コロナウイルス感染に伴い、フィールドキャスターの北脇太基が代理出演。
- 2022年9月19日・9月20日は水卜麻美の夏季休暇と北脇太基の中継に伴い、杉原凜が代理出演。
- 2022年9月21日から9月23日は水卜麻美の夏季休暇に伴い、フィールドキャスターの北脇太基（21日）と大町怜央（22日・23日）が代理出演。
- 2022年11月21日・11月22日は山﨑誠の夏季休暇に伴い、山本健太が代理出演。
- 2022年11月24日・11月25日は畑下由佳の夏季休暇に伴い、中島芽生が代理出演。
- 2023年2月13日・2月14日は山﨑誠のスポーツ中継に伴い、伊藤大海が代理出演。
- 2023年2月20日 - 2月22日は山﨑誠の冬季休暇に伴い、伊藤遼（20日）と伊藤大海（21日・22日）が代理出演。
- 2023年2月24日は水卜麻美の現地中継に伴い、フィールドキャスターの大町怜央が代理出演。
- 2023年5月19日は畑下由佳の中継に伴い、伊藤大海が代理出演。
- 2023年8月14日は山﨑誠の夏季休暇に伴い、伊藤大海が代理出演。
- 2023年8月31日 - 9月6日は水卜麻美の夏季休暇に伴い、大町怜央（8月31日・9月1日）、北脇太基（9月4日 - 6日）が代理出演。
- 2023年9月7日・9月8日は水卜麻美の夏季休暇と畑下由佳の不在に伴い、山﨑誠とフィールドキャスターの弘竜太郎が代理出演。
- 2023年9月14日は畑下由佳の不在に伴い、佐藤真知子が代理出演。
- 2023年9月19日・9月20日及び9月25日から9月27日は水卜麻美の体調不良と山﨑誠のフランス出張に伴い、畑下由佳（19日・26日・27日）、NOW!ニッポンリポーターの杉原凜（20日）、伊藤大海（25日）とフィールドキャスターの北脇太基が代理出演。
- 2023年9月21日・9月22日・9月28日は水卜麻美の体調不良に伴い、NOW!ニッポンリポーターの杉原凜（21日）、解説キャスターの菅谷大介（22日）、フィールドキャスターの北脇太基（28日）が代理出演。
- 2023年10月2日は山﨑誠のフランス出張に伴い、伊藤大海が代理出演。
- 2023年10月19日・10月20日・10月26日は畑下由佳の夏季休暇に伴い、佐藤真知子（19日・26日）、山﨑誠（20日）が代理出演。
- 2023年11月17日は水卜麻美の現地中継に伴い、フィールドキャスターの弘竜太郎が代理出演。
- 2024年1月22日 - 1月24日は山﨑誠の解説キャスター代行に伴い、フィールドキャスターの北脇太基（22日・23日）、畑下由佳（24日）が代理出演。
- 2024年2月5日 - 2月7日は山﨑誠の不在に伴い、伊藤大海（5日）、畑下由佳（6日・7日）が代理出演。
- 2024年3月21日は畑下由佳の不在に伴い、山﨑誠が代理出演。
- 2024年3月22日は水卜麻美の現地中継と畑下由佳の不在に伴い、佐藤真知子とフィールドキャスターの弘竜太郎が代理出演。
- 2024年4月5日は畑下由佳の不在に伴い、北脇太基が代理出演。
- 2024年6月28日は畑下由佳の体調不良に伴い、市來玲奈が代理出演。
- 2024年8月1日・8月2日は畑下由佳の不在に伴い、佐藤真知子が代理出演。
- 2024年8月5日・8月6日は北脇太基のスポーツキャスター代行に伴い、伊藤大海（5日）、伊藤遼（6日）が代理出演。
- 2024年10月21日 - 10月25日の1週間は水卜麻美の夏季休暇に伴い、佐藤真知子（21日）、伊藤遼（22日・23日）、北脇太基（24日）、菅谷大介（25日）が代理出演。
- 2024年11月15日は水卜麻美の不在に伴い、解説キャスターの菅谷大介が代理出演。
- 2024年11月22日は水卜麻美の現地中継に伴い、フィールドキャスターの渡邉結衣が代理出演。
- 2025年1月13日 - 1月15日は北脇太基の不在に伴い、佐藤真知子（13日）、河出奈都美（14日）、伊藤大海（15日）が代理出演。
- 2025年2月27日・28日は畑下由佳の不在に伴い、後呂有紗が代理出演。
- なお、この時間の桝の氏名テロップは番組開始当初から一貫して表示されていない他、2021年3月29日以降の水卜に代わってからも同様で水卜の氏名テロップ表示も無し[11]。

## ネット局
- 本番組は『ZIP!』のローカルパート（5:50 - 6:54）を放送せずに自社制作番組を放送している札幌テレビ（『どさんこワイド朝』を放送）と読売テレビ（『朝生ワイド す・またん!』を放送）の2局は単独の番組として、中京テレビは『あさドレ♪』内、山口放送は『KRYさわやかモーニング』内、福岡放送は『バリはやッ!ZIP!』内のコーナーとして同時ネットを行っている。

| 放送対象地域   | 放送局                                              | 系列                          | 放送曜日・放送時間             |
| -------------- | --------------------------------------------------- | ----------------------------- | ------------------------------ |
| 関東広域圏     | 日本テレビ（NTV） 「NNN NEWS ZIP!」 制作・NNN基幹局 | 日本テレビ系列                | 月曜 - 金曜 5:58 - 6:06（JST） |
| 北海道         | 札幌テレビ（STV）                                   | 日本テレビ系列                | 月曜 - 金曜 5:58 - 6:06（JST） |
| 青森県         | 青森放送（RAB）                                     | 日本テレビ系列                | 月曜 - 金曜 5:58 - 6:06（JST） |
| 岩手県         | テレビ岩手（TVI）                                   | 日本テレビ系列                | 月曜 - 金曜 5:58 - 6:06（JST） |
| 宮城県         | ミヤギテレビ（MMT）                                 | 日本テレビ系列                | 月曜 - 金曜 5:58 - 6:06（JST） |
| 秋田県         | 秋田放送（ABS）                                     | 日本テレビ系列                | 月曜 - 金曜 5:58 - 6:06（JST） |
| 山形県         | 山形放送（YBC）                                     | 日本テレビ系列                | 月曜 - 金曜 5:58 - 6:06（JST） |
| 福島県         | 福島中央テレビ（FCT）                               | 日本テレビ系列                | 月曜 - 金曜 5:58 - 6:06（JST） |
| 山梨県         | 山梨放送（YBS）                                     | 日本テレビ系列                | 月曜 - 金曜 5:58 - 6:06（JST） |
| 新潟県         | テレビ新潟（TeNY）                                  | 日本テレビ系列                | 月曜 - 金曜 5:58 - 6:06（JST） |
| 長野県         | テレビ信州（TSB）                                   | 日本テレビ系列                | 月曜 - 金曜 5:58 - 6:06（JST） |
| 静岡県         | 静岡第一テレビ（SDT）                               | 日本テレビ系列                | 月曜 - 金曜 5:58 - 6:06（JST） |
| 富山県         | 北日本放送（KNB）                                   | 日本テレビ系列                | 月曜 - 金曜 5:58 - 6:06（JST） |
| 石川県         | テレビ金沢（KTK）                                   | 日本テレビ系列                | 月曜 - 金曜 5:58 - 6:06（JST） |
| 福井県         | 福井放送（FBC）                                     | 日本テレビ系列 テレビ朝日系列 | 月曜 - 金曜 5:58 - 6:06（JST） |
| 中京広域圏     | 中京テレビ（CTV）                                   | 日本テレビ系列                | 月曜 - 金曜 5:58 - 6:06（JST） |
| 近畿広域圏     | 読売テレビ（ytv）                                   | 日本テレビ系列                | 月曜 - 金曜 5:58 - 6:06（JST） |
| 鳥取県・島根県 | 日本海テレビ（NKT）                                 | 日本テレビ系列                | 月曜 - 金曜 5:58 - 6:06（JST） |
| 広島県         | 広島テレビ（HTV）                                   | 日本テレビ系列                | 月曜 - 金曜 5:58 - 6:06（JST） |
| 山口県         | 山口放送（KRY）                                     | 日本テレビ系列                | 月曜 - 金曜 5:58 - 6:06（JST） |
| 徳島県         | 四国放送（JRT）                                     | 日本テレビ系列                | 月曜 - 金曜 5:58 - 6:06（JST） |
| 香川県・岡山県 | 西日本放送（RNC）                                   | 日本テレビ系列                | 月曜 - 金曜 5:58 - 6:06（JST） |
| 愛媛県         | 南海放送（RNB）                                     | 日本テレビ系列                | 月曜 - 金曜 5:58 - 6:06（JST） |
| 高知県         | 高知放送（RKC）                                     | 日本テレビ系列                | 月曜 - 金曜 5:58 - 6:06（JST） |
| 福岡県         | 福岡放送（FBS）                                     | 日本テレビ系列                | 月曜 - 金曜 5:58 - 6:06（JST） |
| 長崎県         | 長崎国際テレビ（NIB）                               | 日本テレビ系列                | 月曜 - 金曜 5:58 - 6:06（JST） |
| 熊本県         | くまもと県民テレビ（KKT）                           | 日本テレビ系列                | 月曜 - 金曜 5:58 - 6:06（JST） |
| 大分県         | テレビ大分（TOS）                                   | 日本テレビ系列 フジテレビ系列 | 月曜 - 金曜 5:58 - 6:06（JST） |
| 鹿児島県       | 鹿児島読売テレビ（KYT）                             | 日本テレビ系列                | 月曜 - 金曜 5:58 - 6:06（JST） |